# The Holmes Brothers
The Holmes Brothers was een Amerikaanse band, die blues, gospelmuziek, soul, r&b, rock-'n-roll en countrymuziek verenigden in hun muziek.

## Bezetting
- Wendell Holmes[4] († 2015) (gitaar, piano, zang)
- Sherman Holmes[5] (basgitaar, zang)
- Popsy Dixon[6] († 2015) (drums, zang)
- Anders Gårdmand[7] (saxofoon)

## Geschiedenis
De muzikale belangstelling van de broers werd door hun ouders gewekt, die hun kennis lieten nemen van gospel, maar ook met de blues van Jimmy Reed, Junior Parker en B.B. King. Sherman leerde klarinet en piano spelen, voordat hij begon met de basgitaar. Wendell leerde trompet en gitaar spelen. De broers verzamelden hun muzikale ervaringen in een band, die vaak blues- en soulacts begeleidde. In 1979 formeerden de broers The Holmes Brothers, samen met drummer Popsy Dixon.
Deze drie vormden het hart van de band. Voor tournees versterkten ze zich nu en dan met andere muzikanten. Hun driestemmige harmonische zang verblijdde hun fans steeds weer. Wendells schorre zang met Dixons kopstem en Shermans bariton brachten de geest van de gospelmuziek in elk lied dat ze speelden.
Ofschoon ze al jarenlang optraden in Harlem, werden ze pas bekend laat jaren 1980. In 1992 tekenden ze bij Real World Records van Peter Gabriel als eerste Amerikaanse groep van het bekende label World Music. Vanaf dan ging het met hun carrière steil bergop en traden ze op met Bob Dylan, Van Morrison, Bruce Springsteen, Patti Smith, Willie Nelson, Lou Reed, Peter Gabriel, Merle Haggard, Keith Richards, Al Green, Ben Harper, Lucinda Williams, Steve Earle, Levon Helm, Rosanne Cash, Odetta en anderen en namen ze albums met hen op. In 1996 traden ze op in de film Lotto Land, waarvoor ze ook de soundtrack schreven.

## Ziekte en overlijden
Tussen 2007 en het uitbrengen van hun laatste album vocht Wendell Holmes tegen kanker, welk gevecht hij uiteindelijk won. Op 9 januari 2015 overleed drummer Popsy Dixon op 72-jarige leeftijd aan de gevolgen van kanker. Op 19 juni 2015 overleed Wendell Holmes aan de gevolgen van een longziekte.

## Onderscheidingen
- State Of Grace Blues Music Award als Soul Blues Album Of The Year.
- Blues Music Award Band Of The Year 2005.

## Discografie
- 2010: Feed My Soul (Alligator Records)
- 2007: State Of Grace (Alligator Records)
- 2004: Simple Truths (Alligator Records)
- 2002: Righteous – The Essential Collection (Rounder Records)
- 2001: Speaking In Tongues (Alligator Records)
- 1996: Promised Land (Rounder Records)
- 1996: Lotto Land (Stony Plain Records)
- 1993: Soul Street (Rounder Records)
- 1992: Jubilation (Real World Records)
- 1991: Where It's At (Rounder Records)
- 1990: In The Spirit (Rounder Records)